# LWN.net
LWN.net یک نشریه اینترنتی مرتبط با رایانه است که در سال ۱۹۸۸ پایه‌گذاری شد و بیشتر بر روی نرم‌افزارهای آزاد، نرم‌افزارهای لینوکس و دیگر سیستم‌عامل‌های شبه یونیکس تمرکز دارد. این نشریه به صورت هفتگی منتشر می‌شود و گزارش‌های مجزایی هم در اکثر روزها در وب‌گاه قرار می‌گیرند و گفتگو و تبادل نظر هم به هر گزارش چسبیده شده است. بیشتر گزارش‌هایی که به صورت روزانه منتشر می‌شوند، خلاصه‌ای کوتاه از مقالاتی هستند که در جاهای دیگر انتشار یافته‌اند و به صورت رایگان در دسترس همه خوانندگان قرار دارند. مقالات اصلی هم به صورت هفتگی و معمولاً در روز پنج‌شنبه منتشر می‌شوند. مقالات اصلی به مدت یک هفته تنها در دسترس مشترکین نشریه هستند و پس از اینکه یک هفته از مدت زمان انتشار مقاله گذشت، به صورت رایگان در دسترس همه خوانندگان قرار می‌گیرند. LWN.net وابسته به Eklektix, Inc است.